# Tipula (Triplicitipula) idiotricha
Tipula (Triplicitipula) idiotricha is een tweevleugelige uit de familie langpootmuggen (Tipulidae). De soort komt voor in het Nearctisch gebied.